# Adrafinila
Adrafinila é um fármaco estimulante do sistema nervoso central empregado para aliviar insónia excessiva e distrações em pacientes adultos. Também a usam em pessoas que podem ter fadiga, trabalhadores noturnos ou pessoas que precisam manter-se alertas por períodos longos. Os efeitos do consumo mostram-se de 45 a 60 minutos, tomados oralmente com estômago vazio. Não está aprovada nos Estados Unidos, porém usa-se na França e em outros lugares da Europa. Foi criada pela companhia farmacêutica francesa Lafon em 2001.